# LVIII Krajowy Festiwal Piosenki Polskiej w Opolu
LVIII (58.) Krajowy Festiwal Piosenki Polskiej w Opolu odbył się w dniach 3–6 września 2021.
Koncerty zorganizowała Telewizja Polska oraz miasto Opole. Transmisję z festiwalu oglądało średnio 1,42 mln widzów. Sponsorem festiwalu były: Bros, Dolina Noteci, Mlekovita i PKN Orlen, a partnerem festiwalu Stowarzyszenie Autorów ZAiKS.  

## Koncert „Od Opola do Opola: Największe Gwiazdy! Legendarne Przeboje!”
- Koncert odbył się 3 września 2021[4].
- Prowadzący: Małgorzata Tomaszewska, Aleksander Sikora, Marek Sierocki[5].
- Artyści którzy wystąpili podczas koncertu: Gromee, Zespół Pieśni i Tańca „Śląsk”, Lombard, Kombi, Izabela Trojanowska, Jerzy Grunwald, Cleo, Grzegorz Hyży, Shakin’ Dudi, Justyna Steczkowska, Kamil Bednarek, Blue Café, Enej, Kasia Moś, Piotr Cugowski, Sylwia Grzeszczak, Anna Dereszowska, Ira, Karolina Stanisławczyk, Natalia Kukulska, Ryszard Rynkowski, Edyta Górniak, Maryla Rodowicz.

## Koncert „Debiuty”
- Koncert odbył się 3 września 2021[4].
- Prowadzący: Ida Nowakowska-Herndon, Tomasz Wolny, Tomasz Kammel[5].
- Podczas koncertu wystąpili również: zespół Ogień, Marta Gałuszewska, Alicja Szemplińska, Krystian Ochman i Filip Lato w towarzystwie Gromeego oraz obchodzący 40-lecie istnienia zespół Lombard[4].
- Nagroda Publiczności (sms): Janek Traczyk „Nadal jestem”.
- Nagroda im. Anny Jantar „Karolinka” (jury): Ania Byrcyn „Chowam się”.
- Skład jury: Izabela Trojanowska, Grzegorz Stróżniak, Wanda Kwietniewska, Łukasz Ciechański i Rafał Poliwoda.

### Lista wykonawców
| „Debiuty” | „Debiuty”                                                        | „Debiuty”          |
| Lp.       | Wykonawca                                                        | Piosenka           |
| --------- | ---------------------------------------------------------------- | ------------------ |
| 1.        | Bartek Deryło                                                    | „Burza”            |
| 2.        | Amelia Andryszczyk                                               | „18 świeczek”      |
| 3.        | Łukasz Brodowski (laureat „Szansy na sukces. Opole 2021”)        | „Zabierz mnie”     |
| 4.        | Sabina Szewczyk (laureatka Narodowego Centrum Polskiej Piosenki) | „Pancerny płaszcz” |
| 5.        | Tomasz Bulzak (laureat „Szansy na sukces. Opole 2021”)           | „Mury Jerycha”     |
| 6.        | Daria Barszczyk (laureatka Festiwalu Zaczarowanej Piosenki)      | „Skrzydła”         |
| 7.        | Janek Traczyk                                                    | „Nadal jestem”     |
| 8.        | KasjaN                                                           | „Droga jak sen”    |
| 9.        | Ania Byrcyn                                                      | „Chowam się”       |
| 10.       | Tadeusz Seibert                                                  | „Pod prąd”         |

## Koncert „Wielkie przeboje małego ekranu”
- Koncert odbył się 4 września 2021[4].
- Prowadzący: Beata Chmielowska-Olech, Tomasz Kammel, Tomasz Karolak, Marta Manowska (głos).
- Koncert którego motywem była piosenka wykorzystana w serialu, filmie bądź programie telewizyjnym m.in.: Wojna domowa, Czterej pancerni i pies, 07 zgłoś się, Czterdziestolatek, 5-10-15, Jan Serce, W labiryncie, Zmiennicy, Tulipan, Młode wilki, Klan, Na dobre i na złe, M jak miłość, Egzamin z życia, Rolnik szuka żony, Sanatorium miłości[7].
- Artyści którzy wystąpili podczas koncertu: Sound’n’Grace, Tomasz Stockinger, Halina Mlynkova, Pączki w Tłuszczu, Alicja Majewska & Włodzimierz Korcz, Andrzej Rosiewicz, Pectus, Tadeusz Chudecki, Andrzej Młynarczyk, Vox, Marek Molak, Grzegorz Skawiński, Janusz Radek, Sonia Maselik, Ryszard Rynkowski, Maryla Rodowicz, Varius Manx & Kasia Stankiewicz, Anna Jurksztowicz, Sławek Uniatowski, Ania Dąbrowska, IRA, laureaci programów: The Voice Of Poland (Marta Gałuszewska), The Voice Senior (Siostry Szydłowskie i Barbara Parzeczewska), The Voice Kids (Sara Egwu James), Rafał Brzozowski, Edward Hulewicz, Roksana Węgiel, Viki Gabor.

## Koncert „Premiery”
- Koncert odbył się 4 września 2021[4].
- Prowadzący: Tomasz Kammel[5].
- Podczas koncertu wystąpili również: Sławek Uniatowski, Alicja Szemplińska i Marcin Sójka w repertuarze Marka Grechuty z płyty „Marek Grechuta & Anawa” oraz laureaci ubiegłorocznych Premier – Lanberry i Stanisława Celińska[4].
- Nagroda za muzykę (ZAiKS): Natalia Zastępa „Wiesz jak jest”.
- Nagroda za słowa do piosenki (ZAiKS): Kasia Moś i Jarecki „Dobre moce”.
- Nagroda „Premiery” (jury): Natalia Zastępa „Wiesz jak jest”.
- Nagroda publiczności im. Karola Musioła: Krystian Ochman „Prometeusz”.
- Skład jury: Mieczysław Jurecki, Lanberry, Tomasz Szczepanik, Łukasz Ciechański i Rafał Poliwoda.

### Lista wykonawców
| „Premiery” | „Premiery”                                | „Premiery”       |
| Lp.        | Wykonawca                                 | Piosenka         |
| ---------- | ----------------------------------------- | ---------------- |
| 1.         | Three Of Us                               | „Szklany sufit”  |
| 2.         | Krystian Ochman                           | „Prometeusz”     |
| 3.         | PutOnRock – Puton / Grunwald / Hryniewicz | „Mamy lato”      |
| 4.         | Martin Lange                              | „Kłamiesz”       |
| 5.         | Natalia Zastępa                           | „Wiesz jak jest” |
| 6.         | A.S.A. Anna Sokołowska Alabrudzińska      | „Lubię...”       |
| 7.         | Bartek Królik                             | „Zakochana”      |
| 8.         | Paulla                                    | „Ostatnia noc”   |
| 9.         | Kasia Moś feat. Jarecki                   | „Dobre moce”     |
| 10.        | Roksana Węgiel                            | „Korona”         |

## Koncert „Krzysztof Krawczyk: Ostatni raz zatańczysz ze mną”
- Koncert odbył się 5 września 2021[4].
- Prowadzący: Agata Konarska i Paweł Sztompke[5].
- W koncercie zostały wykorzystane materiały archiwalne, które połączone z występami solistów na scenie sprawiać będą wrażenie „wspólnych wykonań”. Nie zabrakło niepublikowanych dotąd fragmentów filmowych i dokumentalnych z Krzysztofem Krawczykiem w roli głównej.
- Artyści którzy wystąpili podczas koncertu: Trubadurzy, Grzegorz Skawiński, Kuba Badach, Andrzej Lampert, Maciej Balcar, Katarzyna Cerekwicka, Enej, Kamil Bednarek, Anna Karwan, Sebastian Riedel, Olga Szomańska, Marcin Sójka, Ania Dąbrowska, Grzegorz Hyży, Grzegorz Markocki i Gospel Rain[4].

## Koncert piosenek literackich „Świat słowami malowany”
- Koncert odbył się 5 września 2021[4].
- Prowadzący: Jolanta Fraszyńska i Marek Bukowski[5].
- Artyści którzy wystąpili podczas koncertu: Magdalena Smalara, Elżbieta Romanowska, Anna Dereszowska, Katarzyna Dąbrowska, Olga Bończyk, Jolanta Fraszyńska, Magda Kumorek, Aleksandra Nieśpielak, Dagmara Bryzek, Jacek Lenartowicz, Janusz Radek, Filip Gurłacz, Krzysztof Szczepaniak, Piotr Gawron-Jedlikowski, Jan Traczyk, Maciej Miecznikowski, Łukasz Zagrobelny, Jerzy Grzechnik i Gospel Rain[4].

## „Scena Alternatywna TVP Kultura – Alternatywny Rock i Muzyka z Innej Planety”
- Koncert odbył się 6 września 2021 (TVP Kultura)[4].
- Prowadzący: Novika i Marek Horodniczy[5].
- W pierwszej części koncertu pt. „Alternatywny Rock” wystąpili Luxtorpeda i Grzech, a w drugiej części koncertu pt. „Muzyka z Innej Planety” wystąpili: Kaśka Sochacka, zespół Sonbird, raper Eldo, Bownik, Luna, Rysy i Michał Anioł (punktem wyjścia było nawiązanie do twórczości Stanisława Lema, w związku ze stuleciem jego urodzin przypadających 12 września)[5].

## Krytyka
LVIII Krajowy Festiwal Piosenki Polskiej w Opolu był krytykowany przez niektórych dziennikarzy za niski poziom artystyczny oraz wpadki na scenie. Artur Orzech, niegdysiejszy komentator muzyczny Eurowizji dla Telewizji Polskiej, zarzucał koordynatorom festiwalu w Opolu dobór prowadzących nieutożsamianych z dziennikarstwem muzycznym. Maciej Orłoś uznawał, że fałszywie wybrzmiało festiwalowe hasło „Bądźmy razem”: „ta telewizja, która na co dzień dzieli, mąci, manipuluje, nagle głosi wzniosłe hasło »bądźmy razem«”. Michał Ogórek dodatkowo zauważał, że niefortunnie pod względem przesłania wybrzmiała śpiewana przez Annę Dereszowską piosenka „Biały krzyż” z repertuaru Czerwonych Gitar, albowiem została napisana „na fali odnowy moczarowskiej” z 1968 roku i była poświęcona pierwotnie partyzantom komunistycznym. Jarosław Szubrycht pisał, iż festiwal „żeruje na nostalgii widzów”, gdyż większą część repertuaru zajmowały dawne utwory aniżeli koncerty debiutantów, zepchnięte na późne godziny wieczorne.